# Rehidroxilación

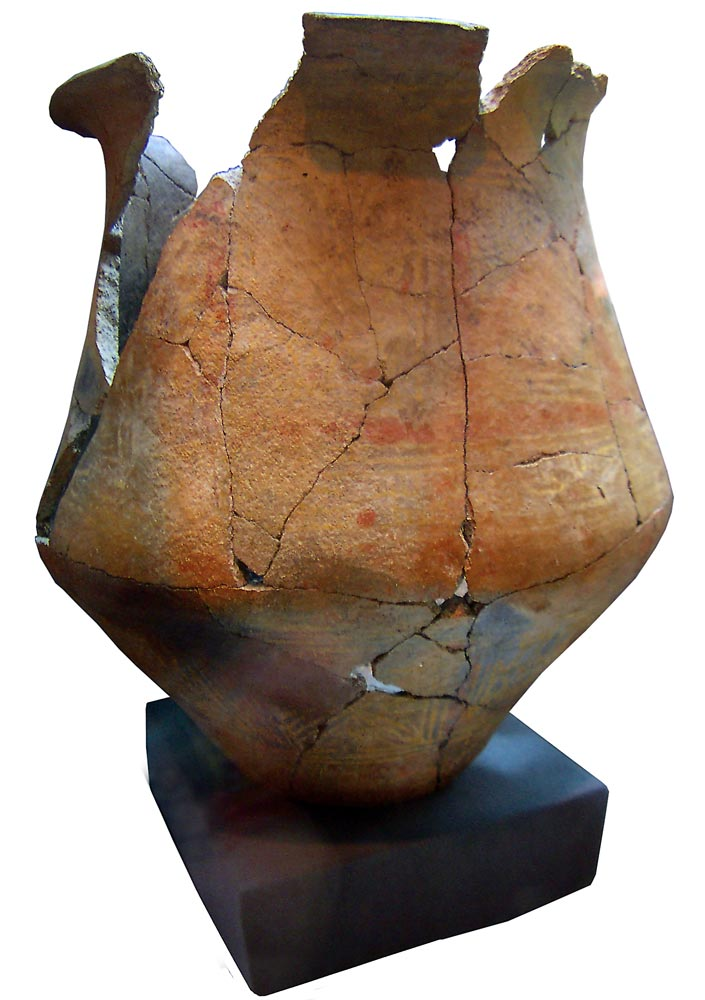
La rehidroxilación es nueva forma de determinar la edad de objetos de cerámica antigua. La técnica permite medir la cantidad de agua que los elementos en la arcilla han re-absorbido desde que fueron cocidos por primera vez y revelar así con precisión cuando se hicieron.

La rehidroxilación es una reacción química en la que se reintroduce artificial o, más comúnmente, naturalmente un grupo hidroxilo (OH) en un compuesto, usualmente tratado con agua a altas temperaturas, oxidando el compuesto. Por lo general, si la deshidroxilación inicial ocurrió a temperaturas muy elevadas, la rehidroxilación suele durar varios años, mientras que si la temperatura de la deshidroxilación fue baja, cercano a la temperatura de ebullición del agua, la rehidroxilación completa es mucho más veloz. La rehidroxilación ocurre a manera natural durante procesos de calentamiento y enfriamiento veloces en la que moléculas de agua se incrustan entre los enlaces de ciertos compuestos, reformándose en grupos hidroxilos. Tiene especial importancia como forma de datación de elementos especialmente de cerámicas y alfarería prehistóricos.
El primer paso en la reacción de rehidroxilación es la absorción de agua hacia sitios hidrofílicos de la molécula seguido por una disociación del enlace afectado formando a su vez un grupo alcohol en cada átomo.

## Datación
En casi todos los sitios de excavación arqueológica se desentierran cascos de cerámica, ladrillos o baldosas, pero a menudo son de poca utilidad para los arqueólogos por lo difícil que resulta la determinación de su edad. La datación por carbono no está disponible para productos de cerámica por lo fino de los granos en la arcilla, y otros tipos de métodos de datación son complejos y costosos.
La idea de la datación de cerámicas por rehidroxilación se desarrolló a partir de un problema conocido en la arquitectura - la cinética de expansión. Las moléculas de arcilla tienen sitios en su configuración que naturalmente reaccionan con el agua, añadiendo así grupos hidroxilos que fueron removidos durante la producción de la pieza. Cuando la arcilla pasa por el fuego usado para hacer una olla o un ladrillo, se expulsan los grupos hidroxilos. Posterior a ello la cerámica comienza reaccionar naturalmente con vapor de agua en la atmósfera y recobrar los grupos hidroxilo. Cuanto más tiempo la cerámica permanece a la intemperie, absorberá una mayor cantidad de hidroxilos por rehidroxilación. Se ha comprobado que la rehidroxilación sigue un orden lineal cuando se potencia con respecto al tiempo transcurrido, pudiendo extrapolar así el tiempo aproximado cuando salió la cerámica del fuego por primera vez en el momento de su manufactura.
La técnica fue desarrollada por científicos en Edimburgo y Mánchester y aunque suele ser efectiva en objetos de hace dos mil años se espera que date objetos de cerámica cerca de 10 mil años de antigüedad.